# Lozorno
Lozorno je naseljeno mjesto u okrugu Malacky u Bratislavskom kraju u Slovačkoj.

## Stanovništvo
| Godina:     | 1993. | 2003.   | 2013.   | 2023.   |
| ----------- | ----- | ------- | ------- | ------- |
| Broj ljudi: | 2535  | 2782    | 2953    | 3174    |
| Razlika:    |       | +9,74 % | +6,14 % | +7,48 % |

| Godina:     | 2022. | 2023.   |
| ----------- | ----- | ------- |
| Broj ljudi: | 3184  | 3174    |
| Razlika:    |       | -0,31 % |

Prema podatcima o broju stanovnika iz 2023. godine naselje je imalo 3174 stanovnika.

## Vanjske poveznice
|  | Zajednički poslužitelj ima još gradiva o temi Lozorno |

- Službena stranica naselja (sl.)